# DM2A4

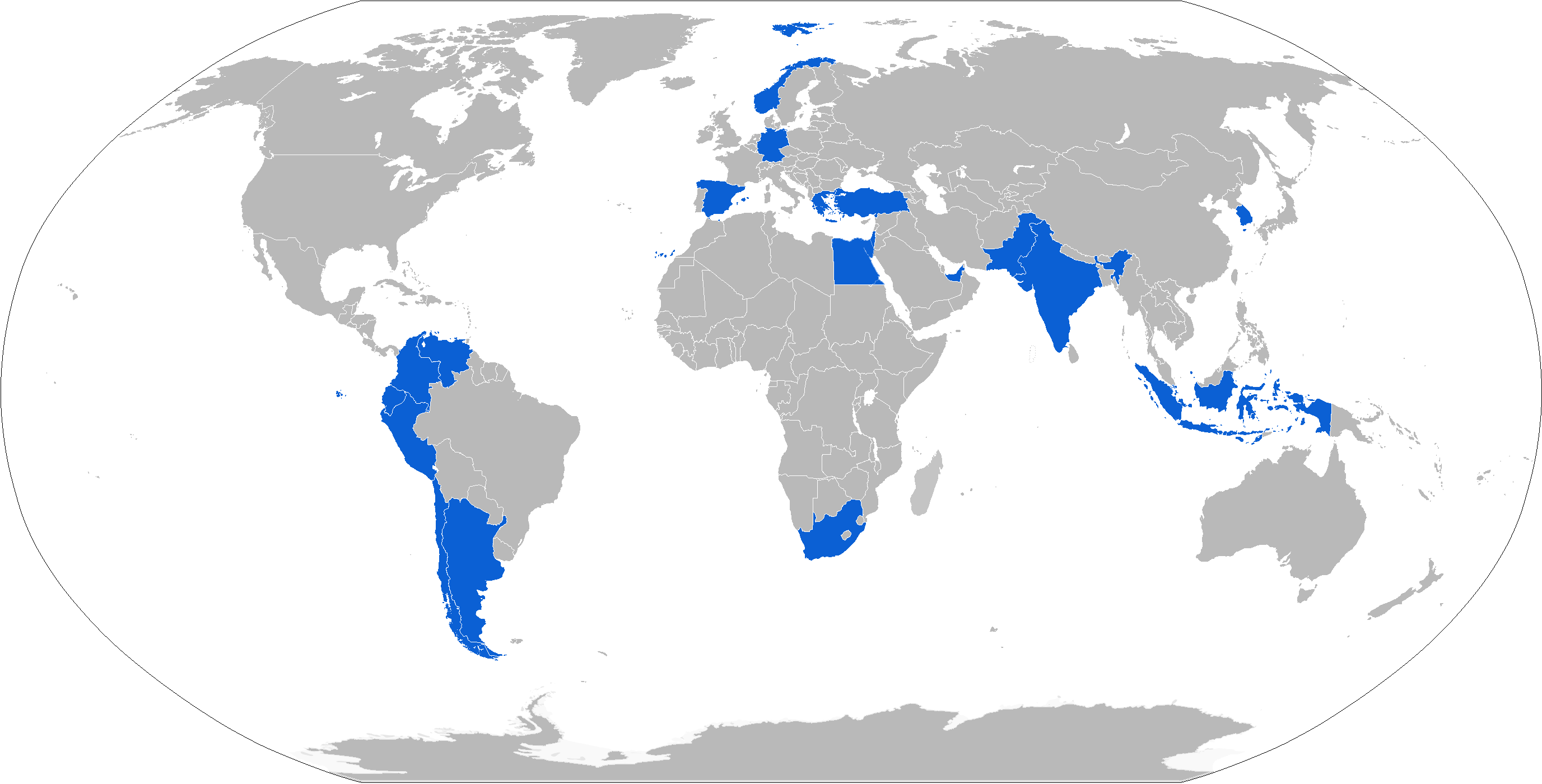
Carte des pays utilisateurs ou acheteurs (en 2015).

La torpille DM2A4, désignée pour l'exportation SeaHake Mod 4, est fabriquée par Atlas Elektronik en Allemagne. 

## Historique
Elle est construite depuis 1999 pour la Deutsche Marine (marine allemande), comme développement de la DM2 (Deutsches Modell 2) sortie en 1976. Elle succède à la torpille DM2A3 et entre en service opérationnel en 2004.

## Description

### Variante courte
Il s'agit d'une torpille guidée par un câble de fibre optique pour le filoguidage. Elle peut également être utilisée comme véhicule sous-marin téléguidé de reconnaissance militaire, étant guidée tout le long de son parcours. Son système de propulsion utilise deux hélices contrarotatives.

### Variante longue
La variante SeaHake mod4 ER (Extended Range) en essai en 2012 a une portée de 140 km ce qui en fait la meilleure torpille pour cette distance sur le marché, d'une portée comparable à l'Exocet, avec une vitesse de plus de 90 km/h, la rendant disponible pour l'attaque à longue distance d'installations portuaires.
Elle peut également être engagée sur des batteries lance-torpilles mobiles (sur remorque) comme une torpille aérienne pour la défense côtière ou sur des navires pour la lutte anti-sous-marine, elle est alors équipée d'un mât/antenne de guidage sans fil.

## Opérateurs
En 2015, elle a été produite à plus de 300 unités et équipe sept marines dont : 
- Allemagne, en service dans les Unterseeboot Type 212
- Espagne, en commande pour ses futurs sous-marins de la classe S-80[5]
- Grèce
- Israël
- Pakistan pour les sous-marins de la classe Agosta 90B[6],[7]
- Turquie

## Torpilles comparables
- Torpille Spearfish
- Torpille Mark 48
- Torpille Yu-6